# Église de Kyyjärvi
L’église de Kyyjärvi (finnois : Kyyjärven kirkko) est une église luthérienne située à Kyyjärvi en Finlande.

## Description
Les premiers plans de l'église ont été tracés par Ilmari Launis en 1914 et les suivants par Rafael Blomstedt en 1950, mais aucun de ces deux projets ne sera réalisé.
L'église et son clocher seront finalement construit en 1953 par Frans Henriksson selon les plans de Veikko Larkas qui s'est basé sur les plans de l'église de Värtsilä. 
À l'origine l'autel est décoré d’une simple grande croix en bois.
En 1954, on la remplace par une copie du crucifix en bronze de l'église de Myllykoski.